# Taciano
Taciano o Taciano el Sirio (h. 120-h. 180) fue un escritor cristiano del siglo II, discípulo de san Justino y fundador del encratismo. Su vida y su doctrina se conocen a través de menciones de autores posteriores como Ireneo de Lyon, Clemente de Alejandría y Eusebio de Cesarea, que le denuncian como discípulo del gnóstico Marción y fundador o inspirador del encratismo. A pesar de la mala consideración de estos autores, se le tiene por uno de los apologetas griegos por ser autor de una apología del cristianismo: el Discurso contra los griegos, que ha llegado íntegra a nosotros.

## Biografía
Taciano nació en Siria, de una familia pagana, por lo cual abrazó el cristianismo ya mayor. En uno de sus viajes fue a Roma, donde conoció a Justino Mártir, y fue discípulo suyo. A su vuelta a oriente, hacia el año 172, fundó la secta de los gnósticos-encratitas, según relata Eusebio.
Educado en la cultura griega, de carácter inquieto, estudió varias religiones y se inició en sus misterios. Más tarde, alrededor de 152, conoció las Escrituras cristianas y se convirtió al cristianismo, probablemente en Roma. Fue en Roma donde Taciano conoció a Justino mártir, frecuentó su escuela y se destacó como discípulo brillante. En el cap. 35 de su Discurso a los griegos, dice:

Os expongo todo eso, no porque supe por otros, mas porque recorrí muchas tierras, profesé como maestro vuestras propias doctrinas, pude examinar muchas artes e ideas y, por fin, viviendo en Roma, pude contemplar detenidamente la variedad de estatuas que para allá exportasteis. (...) Dando adiós a la altivez de los romanos, a la fría palabrería de los atenienses y a los contradictorios sistemas de vuestra filosofía, y abracé finalmente nuestra filosofía bárbara". En el cap. 29 de esta misma obra, Taciano habla más explícitamente de las razones que lo habían llevado a la conversión al cristianismo: "Habiendo visto todo eso, y también después de que me inicié en los misterios y examiné las religiones de todos los hombres, instituidas por eunucos afeminados, encontrando entre los romanos a aquel que ellos llaman Júpiter Lacial, que se complace en sacrificios humanos y con la sangre de los ejecutados; ( ... ) entrando en mí mismo, comencé a preguntarme de qué modo me sería posible encontrar la verdad. En medio de mis graves reflexiones, habían caído casualmente en mis manos algunas Escrituras bárbaras, más antiguas que las doctrinas de los griegos y que, si consideramos los errores de estos, son realmente divinas. Tuve que creer en ellas, por causa de la simplicidad de su lengua, por la madurez de los que hablan, por la fácil comprensión de la creación del universo, por la previsión del futuro, por la excelencia de los preceptos y por la unicidad de dirección del universo. Con el alma enseñada por el propio Dios, comprendí que la doctrina helénica me llevaba hacia la condenación; la bárbara, sin embargo, me libraba de la esclavitud del mundo y me apartaba de muchos señores e tiranos infinitos. Ella nos da, no lo que no habíamos recibido, sino lo que, una vez recibido, el error nos impedía poseer.

Después de la muerte de su maestro, Justino, alrededor del 165, Taciano comenzó a alejarse de la Iglesia, inclinándose hacia la herejía encratita (o continente). Esta herejía acentúa el pesimismo acerca de la Caída del hombre, desprecia la materia, tiene al matrimonio por fornicación y propugna la abstinencia de carne y vino. El rigorismo en la observancia de dicha abstinencia llevó a la sustitución del vino por agua en la celebración de la eucaristía. Esta costumbre hizo que sus seguidores recibiesen el sobrenombre de "acuáticos".
Ireneo de Lyon, al proporcionar datos personales sobre Taciano, describe así esta herejía: 

Proviniendo de Saturnino y de Marciano, los que se llaman encratistas propugnaban la abstinencia del matrimonio, rechazando la antigua creación de Dios y acusando tranquilamente a Aquel que hace al hombre y a la mujer para procrear a los hombres; ellos habían introducido la abstinencia de aquello que había sido animado, en su ingratitud hacia Dios, que hizo el universo, y habían negado la salvación del primer hombre. He aquí, pues, lo que fue inventado por él, cuando cierto Taciano fue el primero que introdujo esta blasfemia. Este último, que había sido oyente de Justino, durante el tiempo que estuvo con él no manifestó nada semejante. Mas, después de su martirio, se desvió de la Iglesia, se elevó al pensamiento de que era maestro y se envaneció como si fuese diferente de todos los otros; dio carácter particular a su escuela, imaginó eones invisibles, como los discípulos de Valentín; predicó que el casamiento era una corrupción y fornicación, como Marciano y Saturnino.
Adv. haer 1, 28,1.

Eusebio de Cesarea nos habla de Taciano en conexión con la herejía encratita: "Esta herejía estaba entonces comenzando a brotar, introduciendo en la vida una falsa doctrina, extraña y corrupta. De este desvío, dice la tradición que su autor fue Taciano" (DE, 18).
Según información de Epifanio, Taciano habría regresado a Oriente, donde difundió sus concepciones encráticas de Antioquía a Pisidia:

Sucediendo a estos (a los severianos-rigoristas) se levantó un tal Taciano ( ... ). Al principio, como quien venía de los griegos y pertenecía a la cultura helénica, fue compañero de Justino, el filósofo, varón santo y amigo de Dios. Taciano, al principio, mientras estaba al lado de Justino mártir, llevó una buena conducta y se mantuvo en la fe; mas, en cuanto murió Justino, como el ciego llevado de la mano y abandonado por su guía, que se precipita en el abismo por su ceguera y no para hasta darse muerte, así también hizo Taciano. Era sirio de origen, según la tradición que ha llegado hasta nosotros, y estableció su escuela desde el principio en Mesopotamia, (...
) hasta el año 12 de Antonino, el César, por sobrenombre Pío. Y fue así que pasando después de la muerte de Justino a la región de Oriente y estableciéndose allí, cayendo en perversas ideas, también él introdujo, siguiendo los cuentos de Valentín, ciertos eones y principios y emisores. La mayor actividad de su prédica se extendió desde Antioquía de Dafne hasta la zona de Cilicia y, sobre todo, a Pisidia.
Panarion, 46-47.

## Doctrina
Taciano creía que cuando en el Génesis Dios prohibió comer el fruto del árbol de la ciencia del bien y del mal —interpretado como la práctica del sexo— lo hizo de manera definitiva. Cuando Adán pecó se convirtió en mortal, y buscó la inmortalidad en la familia. La consecuencia del pecado de Adán era que el hombre se había alejado del espíritu de Dios y había caído en la animalidad del cuerpo y del alma. La misión de Cristo, según Taciano, fue enseñar que la salvación entendida como la unión con el espíritu era el auténtico matrimonio y este era incompatible con el matrimonio terrenal.
El encratismo consiste en una rigurosa abstinencia sexual, no admiten ningunas nupcias, defendían que la familia no debería existir porque está vinculada a la sexualidad. Buscaban desvincularse de la carne y eran rigurosos en el campo de la alimentación, absteniéndose de comer carne y de beber vino, sustituyendo este por agua en las Eucaristías.
Por otra parte, Taciano defendía el thnetopsiquismo: en la muerte del hombre no solo muere el cuerpo, sino también el alma. En la resurrección hay una nueva creación del alma desde la nada.

## Obras
De las distintas obras que menciona Eusebio, solo se conservan dos. El Discurso a los griegos (gr.: Ἐπιστολὴ πρὸς Ἕλληνας; lat.: Oratio ad Graecos) es una apología o, mejor aún, un escrito polémico muy apasionado en el que se desprecia toda la cultura griega, incluso las bellas artes. Sobre la relación entre helenismo y cristianismo, ataca el helenismo, afirmando que la literatura griega es fuente de errores, y frente a esta cultura griega destacó la superioridad de la moral cristiana.
La otra obra es el Diatessaron ('concordancia' o 'armonización'), escrito griego datado de los años 165 a 170, que consiste en un solo evangelio compuesto con elementos tomados de los cuatro evangelios canónicos, y posiblemente también de alguna fuente apócrifa. El texto original se ha perdido, excepto algunos fragmentos, pero se conocen varias traducciones (por lo general, adaptadas) del Diatessaron.
En la Iglesia de Siria el Diatessaron se leyó hasta el siglo V en las funciones sagradas.